# Manuel Andreu
Manuel Andreu Colomer (Barcelona, 1 de enero de 1889 - ibídem, 20 de octubre de 1968), fue un electricista y sindicalista español del siglo XX.

## Biografía
Se sabe muy poco de su vida. Desde su fundación fue militante de Solidaridad Obrera y de la Confederación Nacional del Trabajo (CNT) y en 1913 se encargó de la dirección del periódico del sindicato, también llamado Solidaridad Obrera. Fue representante de la Confederació Regional del Treball de Catalunya en la asamblea de Mataró del 18 de octubre de 1914 y poco después fue encarcelado. El 30 de octubre de 1915 fue elegido Secretario General de la CNT, cargo que ocupó hasta agosto de 1916. Sin embargo, sus convicciones catalanistas lo llevaron a afiliarse a Acció Catalana Republicana, partido con el que fue elegido concejal del ayuntamiento de Barcelona en octubre de 1936, ya iniciada la Guerra Civil.